# زخرط
الزُخرُط أو الزُّعَيتَمان أو الغاجية أو الذُّبَحُ (واحدته ذُبَحَةٌ وذِبَحَةٌ) (الاسم العلمي: Gagea)، جنس نبات مزهر من الفصيلة الزنبقية. يوجد أساسًا في أوراسيا (من ضمن نطاقه شبه الجزيرة العربية) مع عدد قليل من الأنواع التي تمتد إلى شمال إفريقيا وأمريكا الشمالية. أنواعه أكثر من 200.